# Jake E. Lee
Jake E. Lee, właściwie Jake Lou Williams (ur. 15 lutego 1957 w Norfolk w stanie Wirginia) – amerykański muzyk, kompozytor i instrumentalista, gitarzysta klasyczny oraz heavymetalowy. Lee współpracował z takimi wykonawcami jak Badlands, Ozzy Osbourne, Dio, Rough Cutt oraz Ratt.
W 2004 roku muzyk został sklasyfikowany na 49. miejscu listy 100 najlepszych gitarzystów heavymetalowych wszech czasów według magazynu Guitar World.
W październiku 2024 został trzykrotnie postrzelony z broni palnej, będąc przypadkowym uczestnikiem ulicznej strzelaniny w Las Vegas.

## Wybrana dyskografia
Ozzy Osbourne
- Bark at the Moon (1983)
- The Ultimate Sin (1986)

Badlands
- Badlands (1989)
- Voodoo Highway (1991)
- Dusk (1998)

Solo
- A Fine Pink Mist (1996)
- Retraced (2005)
- Runnin' With the Devil (2008)